# LFF stadionas
Lietuvos futbolo federacijos stadionas eller LFF stadionas eller Vėtros stadionas (2005–2010) är en fotbollsarena i Vilnius i Litauen. Den är hemmaarena för FK Žalgiris Vilnius, FK Riteriai, Vilniaus Vytis och Litauens herrlandslag i fotboll.

## Fotbollsarenan
Stadion kallades Lokomotyvo stadionas och rymde nästan 3 600 personer.
2005 stadion blev Vėtros stadionas och renoverades, den södra tribunen med 1708 platser och en VIP-tribune installerades. Antalet platser har ökats till nästan 5 500.
2010 Lietuvos futbolo federacija (LFF) tog över förvaltningen av stadion sommaren året efter FK Vėtra ekonomiska svårigheter.
2011 efter godkännandet av Uefa i maj för återuppbyggnadsprojektet, började stadion sitt första arbete för att uppgradera stadion för att uppfylla UEFA kategori 3-krav och låta det litauiska laget spela hemmamatcher.
Under rekonstruktionen var stadion utrustad med konstgjord trottoar, renoverade grandstands, anläggningar för matchdeltagare, media, VIP sektorer och LFF administrativa lokaler. Efter återuppbyggnaden rymmer stadion drygt 5 tusen. tittare.

## Bilder

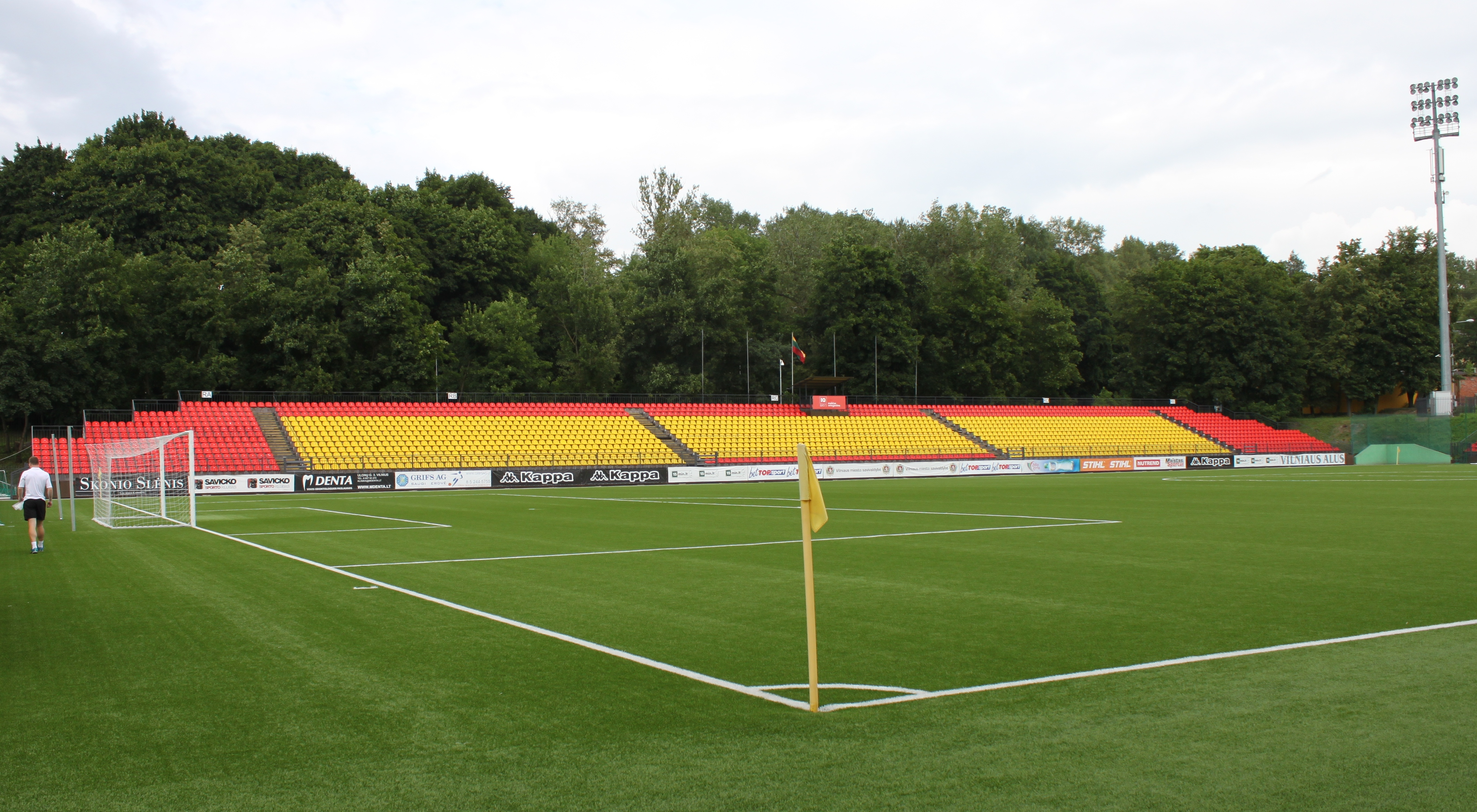
Östra tribune
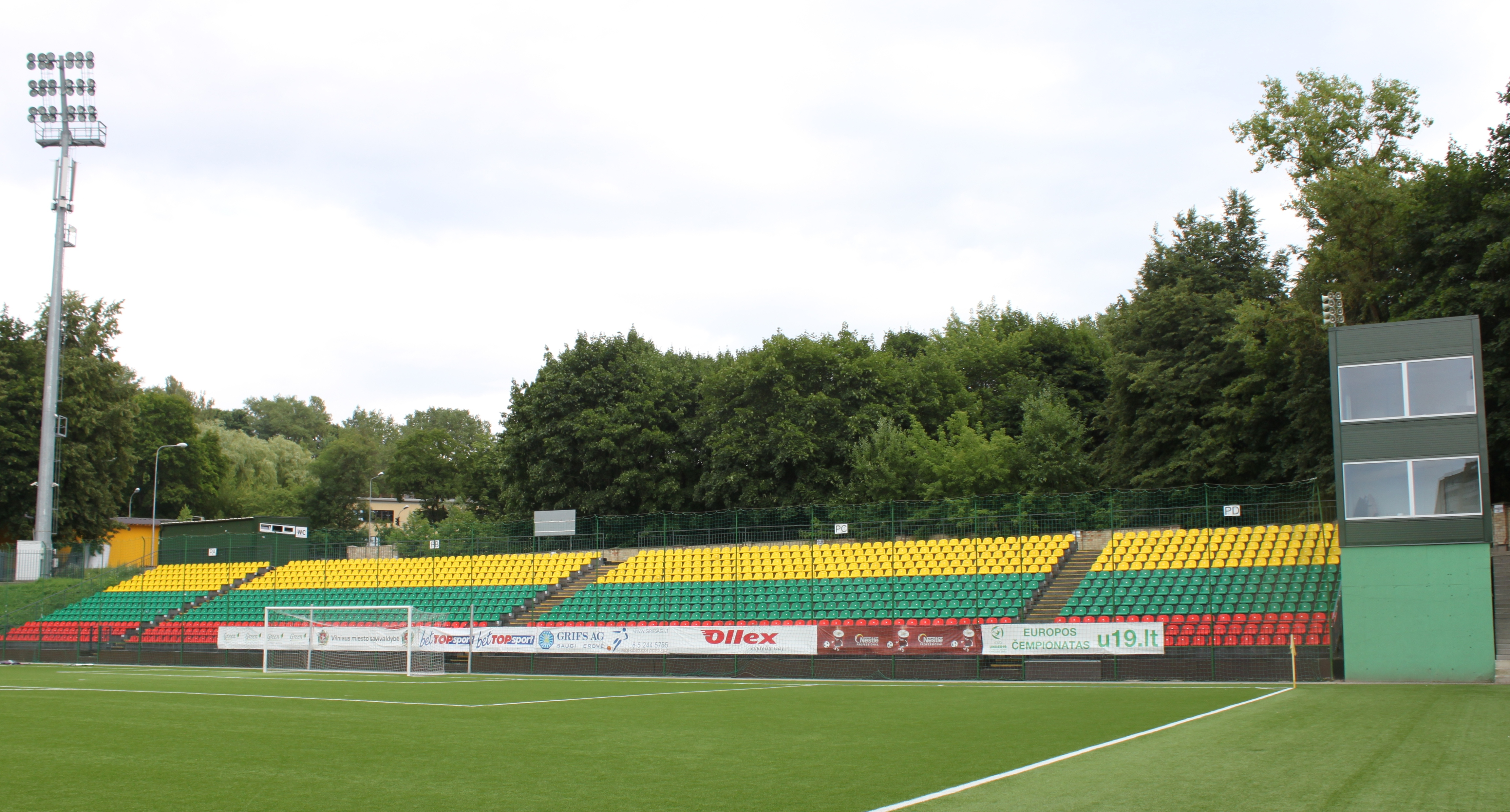
Söder tribune
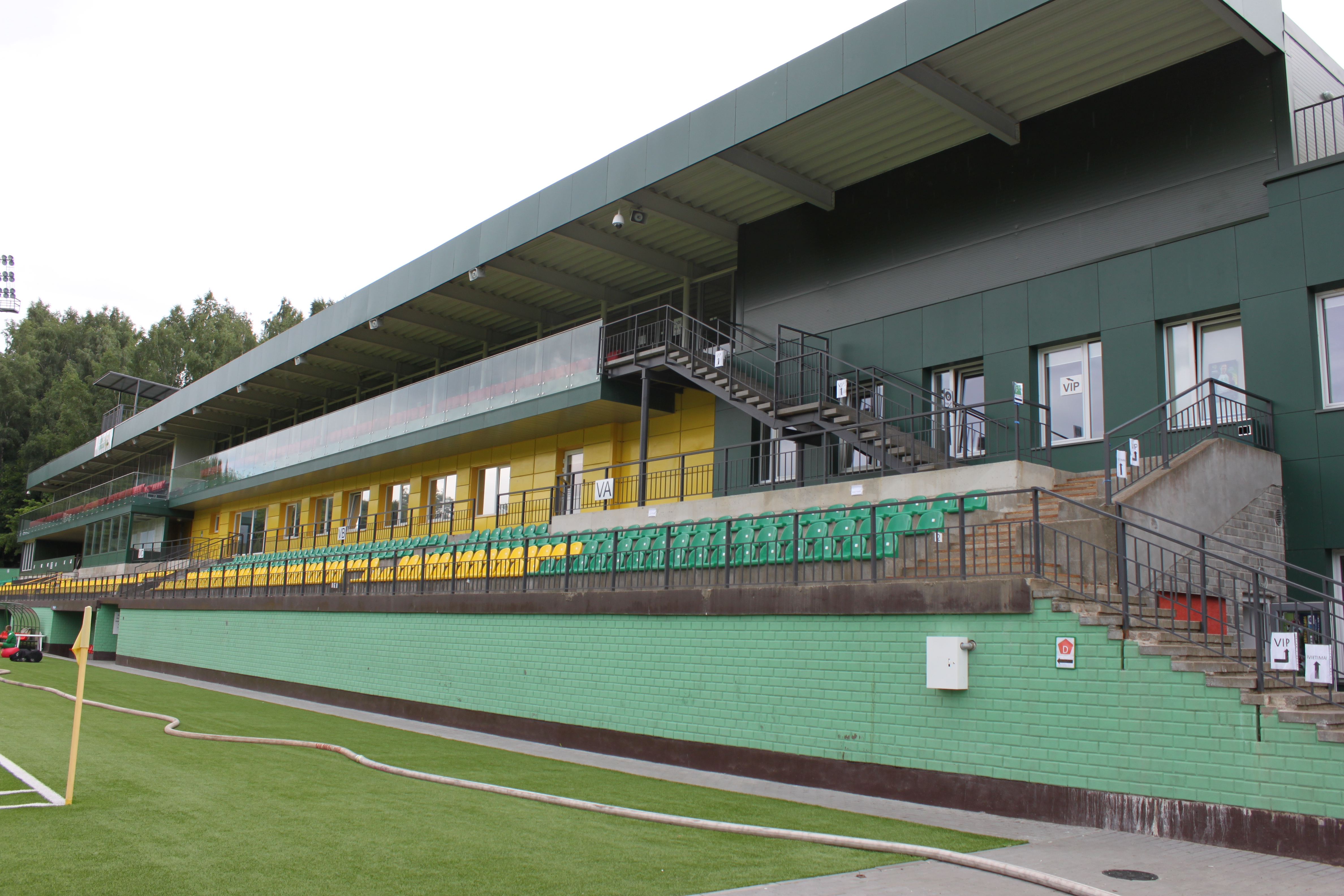
VIP tribune

## Övrigt
- Kapacitet: 5 067.[2]
- Publikrekord: (?)
- Spelplan: 105 x 68 m.
- Underlag: Konstgräs.
- Belysning: (+)
- Byggnadsår: (?)
- Total byggkostnad: (?)